# Jacobi Viktor
Jacobi Viktor (Budapest, 1883. október 22. – New York, 1921. december 12.) magyar zeneszerző.

## Élete

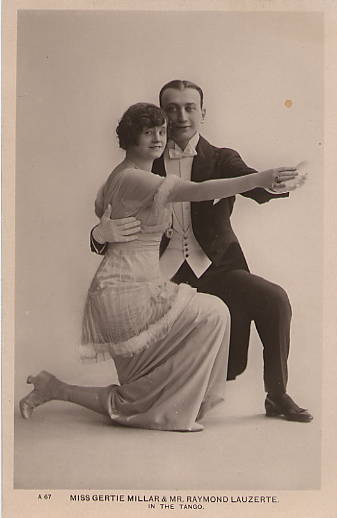
Gertie Millar és Raymond Lauzerte a Leányvásárban (1913)

Budapesten született zsidó családban. Szülei a páncélcsehi (Szolnok-Doboka megye) születésű dr. Jacobi Sámuel „Samu” (1844–1913) ügyvéd, a Pesti Sakk-kör alapítója, tiszteletbeli elnöke és a lovasberényi születésű Brachfeld Vilma (1850–1896) voltak, akik 1878. június 12-én Budapesten kötöttek házasságot.
Már gimnazistaként sikereket ért el szerzeményeivel. Zenei karrierje akkor kezdődött, amikor a Markó utcai reáliskolában megszervezte az iskola zene- és énekkarát. A Zeneakadémián a Brahms-követő mester, Koessler János tanítványa volt, legalábbis bizonyíthatóan két tanévet (1903/4 és 1904/5) elvégzett itt. Egy évfolyamon tanult Kálmán Imrével, Szirmai Alberttel és Weiner Leóval.
Jacobi a kezdet kezdetétől a könnyű múzsának hódolt. Még a zeneakadémiai diákévek alatt megkomponálta az 1904. december 17-én bemutatott első színpadi művét, A rátartós királykisasszony című operettet, amelyet nagy sikerrel adtak elő a régi Népszínházban. A századforduló névmagyarosítási hullámának hatása alatt Jakabfi néven jegyezte ezt a darabot. A nagy siker következményeként két tanév után otthagyta az akadémiát, és az addig megszerzett tudással belevetette magát az operettkomponálásba. Ettől kezdve majdnem minden évben egészen 1914-ig, egy-egy újabb sikeres operettel jelentkezett, rendszerint Martos Ferenc szövegére.
A következő években megírta a Tengerszem tündérét- Tary Zoltán szövegére –, a Magyar Színház számára, azután Martos Ferenc szövegkönyvére A legvitézebb huszárt és a Tüskerózsát. 1911-ben a Király Szinházban adták elő Jánoskát Fényes Annuskával óriási sikerrel. Szerénységét mutatja, hogy a Jánoska előadásainál nem mert bemenni a színházhoz. Csak telefonon érdeklődött, hogy elfogytak-e a jegyek s a közönség tapsol-e a zeneszámok után.
Első darabjai a Király Színházban uralkodó magyaros daljátékízlésnek igyekeztek megfelelni, majd a nemzetközi sikerek reményében a nyugati stílus, de nem az aktuális osztrák–magyar operett irányába orientálódott: az angolszász világ felé tekintett, dzsesszes elemeket kezdett használni. Ezek meg is hozták a várt eredményt.
Legnagyobb sikerei következtek: a Leányvásár és a Szibill. A Leányvásárt végighallgatta George Edward londoni színigazgató, akinek annyira megtetszett az operett és ennek tökéletes művészi előadása, hogy a darabbal együtt magával vitte Londonba a komponistát és az primadonnát, Petráss Sárit is, ahol a Daily’s Theatre-ban ötszázszor játszották a darabot.
Londonból visszatérve Bródy Miksával és Martossal megirta a Szibillt, melyet 1914 februárjában adott elő a Király Színház. Ezután az előadás londoni próbáira utazott, és ott a bemutató előkészítésével foglalkozott. Ekkor azonban kitört az első világháború. Ezután már mint ellenséges állam polgárát kiutasították a brit fővárosból. Londonban Jacobit nagyon szerették, igy sikerült elérnie azt, hogy kiengedjék az internálásból, és az angol kormány kivételes engedélyével Amerikába utazhasson.
Itt kezdődik Jacobi amerikai karrierje. New Yorkban telepedett le, és pár év alatt az Egyesült Államok legelső zeneszerzői közé került. Hazai színpadi sikerei átültetésén és zongoradarabok komponálásán dolgozott. A Broadway egyik beszállítója lett. Amerikai tartózkodása alatt komponálta a Futórózsa és az Almavirág című operettjeit. Legutolsó New York-i sikere a Love-letter volt, amelyet Molnár Ferenc Farkasának szövegére szerzett Fritz Kreisler hegedűművésszel, zeneszerzővel együttműködve.
1920-ban még tett egy európai látogatást, de a következő évben a Lennox Hill Hospitalban 38 éves korában akut fehérvérűségben elhunyt. Egy budapesti rokonainak küldött sürgönyből kiderült, hogy a zeneszerzőt a legjobb szanatóriumban a legkiválóbb orvostanárok kezelték. Halála napján Londonban épp utolsó, négyszázadik, jubileumi előadásra tűzték ki a Szibillt. A bemutatón ott volt Giacomo Puccini is, aki azt mondta, hogy ez a legszebb operettmuzsika, amit életében hallott… Jacobi stílusában egészen különös grácia és szellemesség élt, lírája pedig egyike volt a legszubtilisabbaknak (finom, gyengéd).
Operettjeivel életében sikereket ért el itthon, és két fő műve repertoáron maradt bel- és külföldön is, bár az Operbase statisztikája szerint 2004–2020 között már csak Magyarországon játszották két főművét, pár alkalommal. (A Leányvásárt háromszor filmesítették meg [1918, 1941, 1982].) Amerikában keletkezett műveinek fogadtatása messze elmaradt a budapesti sikerektől, a Szibill mellett nagy szériát csak az Apple Blossoms ért meg, de ezt inkább Kreislerhez kötötték.

## Operettjei, zenés játékai
- A rátartós királykisasszony (1904)
- A legvitézebb huszár (1905)
- A tengerszem tündére (1906)
- Tüskerózsa (1907) (Jókai Mór elbeszélése nyomán)
- Van, de nincs (1908)
- Jánoska (1909)
- Leányvásár (operett) (1911. Király Színház, Rátkai Márton és Fedák Sári közreműködésével)
- Sybill (1914)
- Apple Blossoms ('Almavirágzás', 1919, Fritz Kreislerrel)
- The Half Moon ('A félhold', 1920)
- The Love Letter ('A szerelmeslevél', 1921)
- Miami (1925, posztumusz pasticcio Vincze Zsigmond összeállításában, részben az amerikai szerzemények felhasználásával)

## Filmek, tévéjátékok
- Sybill (Zenés TV Színház) (operafilm) (1980)
- Leányvásár (magyar romantikus vígjáték) (1941) (86 perc) Rendező: Podmaniczky Félix
- Leányvásár (tévéfilm) (1985) (98 perc) Rendező: Zsurzs Éva